# جيورجي كيليتي
جيورجي كيليتي (18 مايو 1946 - 13 سبتمبر 2020)، هو سياسي مجري شغل منصب وزير الدفاع بين عامي 1994 و 1998.